# Programmable Array Logic
Programmable Array Logic (PAL) là một thuật ngữ chỉ các mảng logic lập trình được. PAL cùng với PROM, PLA, GAL nằm trong nhóm những vi mạch lập trình đơn giản SPLD (Simple Programmable Logic Device).
PAL ra đời cuối thập niên 1970. Cấu trúc của PAL kế thừa cấu trúc của PROM, sử dụng hai mảng logic nhưng chỉ một mảng lập trình được, Nếu như ở PROM mảng OR là mảng lập trình được thì ở PAL mảng AND lập trình được còn mảng OR được gắn cứng. Việc cho phép mảng AND lập trình được tăng đáng kể độ linh động của PAL so với PROM, mặt khác tốc độ làm việc của PAL nhanh hơn nhiều so với PLA.

Đến năm 1983 hãng Lattice Semiconductor chế tạo GAL dựa trên cấu trúc của PAL nhưng sử dụng công nghệ CMOS cho các nút mạng lập trình, cho phép mảng lập trình có thể xóa và lập trình lại được...